# Mostar
Mostar er en by i den sydlige del af Bosnien-Hercegovina. Navnet Mostar kommer fra ordet mostari, et ord for mennesker som holdt vagt på den gamle bro.[kilde mangler] Disse mennesker var ansat af Osmanneriget til at bevogte broen og agere som en form for toldere, som skulle tage betaling for at lade folk passere broen. Den eneste anden overgang over floden Neretva lå dengang flere kilometer væk, og derfor blev broen meget benyttet. Netop dette omdømme for broen dannede grundlag for at tolderne, mostari, senere hen gav navn til byen "Mostar".
Floden Neretva løber gennem byen og deler den i en østlig og vestlig del, med broen Stari Most som bindeled. Vestsiden er stærkt kroatisk domineret, og østsiden er bosnisk-muslimsk domineret.
Det er en udbredt misforståelse at ordet kommer fra en sammensætning af de to bosniske ord "most" (bro) og "star" (gammel), altså at byen er opkaldt broen Stari Most.[kilde mangler] "Stari most" betyder gammel bro eller den gamle bro.
Mostar var den by, der blev hårdest ramt under Krigen i Bosnien-Hercegovina. Blandt andet blev den historiske bro skudt i stykker af kroatisk morter- og kampvognsild fra de omkringliggende bjerge. I byen kan man stadig se spor efter krigen i gadebilledet. Broen og mange bygninger er dog blevet genopbygget.

## Venskabsbyer
Mostar er venskabsby med en lang række byer:
| - Brčko, Bosnien-Herzegovina - Vejle, Danmark - Milau, Frankrig - Arsoli, Italien - Montegrotto Terme, Italien | - Amman, Jordan - Yinchuan, Kina - Split, Kroatien - Orkdal, Norge - Kragujevac, Serbien | - Tutin, Serbien - Izmir, Tyrkiet - Kayseri, Tyrkiet - Heidelberg, Tyskland - Kaposvár, Ungarn |